# Góis
Góis là một huyện thuộc tỉnh Coimbra, Bồ Đào Nha. Huyện này có diện tích 263 km², dân số thời điểm năm 2001 là 4861 người.